# Trichoncus hirtus
Trichoncus hirtus là một loài nhện trong họ Linyphiidae.
Loài này thuộc chi Trichoncus. Trichoncus hirtus được J. Denis miêu tả năm 1965.